# شعب قلاقل (المغربة)
شعب قلاقل هي إحدى قرى عزلة بني جديلة بمديرية المغربة التابعة لمحافظة حجة، بلغ تعداد سكانها 585 نسمة حسب تعداد اليمن لعام 2004.